# Dzo
Pour les articles homonymes, voir DZO.

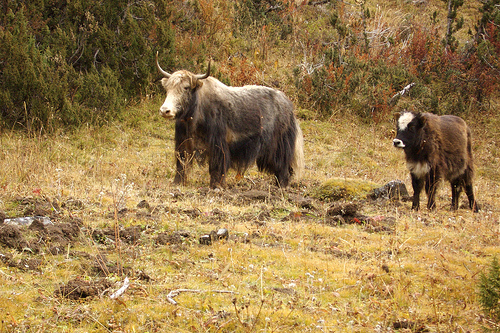
Un adulte et un jeune.

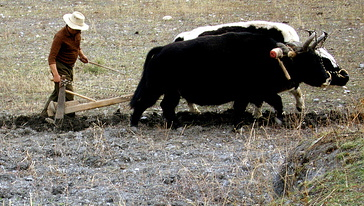
Dzo au labour.

Un dzo (du tibétain མཛོ་ mdzo tso), ou zopiok, est le mâle hybride d'un yak et d'un zébu (ou de certaines vaches domestiques). Les femelles sont appelées dzomo (ou zhom, ou encore zoom). En mongol, il est appelé hainag (хайнаг). La traduction anglaise du mot tibétain s'écrit parfois zho ou zo, et la prononciation en népalais [zu]. On emploie également le mot zobo,.
Les dzos sont plus massifs, plus forts et plus dociles que les yaks. Ils sont utilisés en Asie centrale pour les travaux de labour et le transport de charges. Ils remplacent notamment le yak aux altitudes inférieures, celui-ci étant plus à l'aise au-dessus de 3 000 mètres d'altitude.[source insuffisante] Ils vivent également plus longtemps que les yaks : ils peuvent travailler durant 14 ans, contre 10 pour les yaks. La femelle (dzomo) produit plus de lait que la dri, la femelle du yak.